# Zielin Miastecki
Zielin Miastecki – nieczynny przystanek osobowy w Zielinie, w powiecie bytowskim, w województwie pomorskim, w Polsce.